# 金基宗
金 基宗（キム・ギジョン、朝鮮語: 김기종、1959年 - ）は、大韓民国の社会活動家、政治活動家。

## 経歴
全羅南道康津郡出身。初等学校、中学校、高等学校卒後、成均館大学校法学科入学、在学中は朝鮮の伝統音楽についての集まりや劇会を設立したり、演劇公演や風物教室を主催するなど文化の面で活動した。また、このころに「ウリマダン」という団体名を使用始めた。19881995年に論文「韓国社会統一文化運動の課題」により崇実大学校統一政策大学院修了。以後、ウリマダン統一文化研究所所長、万石坊主遊び保存会代表、ウリマダン独島見守り隊長など文化保存活動のほか政治活動を行った。とくに政治活動においては過激なものもあり、トラブルも多々あった。

## 不祥事

### 講演中の日本大使への暴行
2010年7月7日、ソウル市で当時在大韓民国日本大使を務めていた重家俊範が講演中に金は駆け寄り、直径10センチ大のセメント彫刻2つを投げつけた。重家はかわすことができたが、講演会に随行していた1等書記官が直撃を受けたため、手を負傷し病院に搬送された。金は警察に逮捕され、同年8月30日にソウル中央地方法院で懲役2年・執行猶予3年の判決を受けた。

### リッパート駐韓大使襲撃事件
2015年3月5日午前7時40分ごろ、世宗文化会館において、民族和解協力汎国民協議会の主催した朝食会においてスピーチをしようとしていた、当時駐韓国アメリカ合衆国大使を務めていたマーク・リッパートを刃物で襲撃し、リッパートは右顎の上に約11㎝、深さ3㎝の傷と左腕を貫通するなどの重傷となった。金は警察に逮捕され、同年9月11日に殺人未遂、外交使節暴行などを理由に懲役12年の判決を受けた。加えて、同年5月20日には、拘置所で医務官や刑務官に暴行をしたとして同年10月8日に追起訴され、懲役1年6ヶ月を受けた。